# Noritaka Hidaka
Noritaka Hidaka (n. 29 mai 1947) este un fost fotbalist japonez.

## Statistici
| Japonia | Japonia | Japonia |
| An      | Meciuri | Goluri  |
| ------- | ------- | ------- |
| 1972    | 1       | 0       |
| 1973    | 3       | 0       |
| Total   | 4       | 0       |